# 1. Tennis-Bundesliga (Herren) 2005
In der 34. Saison der Tennis-Bundesliga der Herren wurde 2005 der TK Grün-Weiss Mannheim Deutscher Meister.
In der Bundesligasaison 2005 wurden keine Endspiele mehr zwischen dem Tabellenersten und -zweiten der Abschlusstabelle ausgetragen. Der Erste der Abschlusstabelle war automatisch Deutscher (Mannschafts-)Meister. Die Saison 2005 war die letzte Saison der 1. Tennis-Bundesliga der Herren, in der sechs Einzel- und drei Doppelmatches gespielt wurden. Ab der Saison 2006 wurde im Oberhaus des deutschen Herrentennis nur noch vier Einzel- und zwei Doppel pro Begegnung gespielt.

## Spieltage und Mannschaften
| Spieltage                                    |
| -------------------------------------------- |
| 1. Spieltag: So., 24. Juli 2005, 11:00 Uhr   |
| 2. Spieltag: Fr., 29. Juli 2005, 13:00 Uhr   |
| 3. Spieltag: So., 31. Juli 2005, 11:00 Uhr   |
| 4. Spieltag: Fr., 5. August 2005, 13:00 Uhr  |
| 5. Spieltag: So., 7. August 2005, 11:00 Uhr  |
| 6. Spieltag: Fr., 12. August 2005, 13:00 Uhr |
| 7. Spieltag: So., 14. August 2005, 11:00 Uhr |
| 8. Spieltag: Fr., 19. August 2005, 13:00 Uhr |
| 9. Spieltag: So., 21. August 2005, 11:00 Uhr |

| Mannschaften              |
| ------------------------- |
| 1. FC Nürnberg            |
| HTC Blau-Weiß Krefeld     |
| Kurhaus Lambertz Aachen   |
| Rochusclub Düsseldorf     |
| TC Blau-Weiss Halle       |
| TC Blau-Weiss Neuss       |
| TC Max Aicher Piding      |
| TC Rüppurr Karlsruhe 1929 |
| TK Grün-Weiss Mannheim    |

## Saisonüberblick
Die beiden Aufsteiger HTC Blau-Weiß Krefeld und TC Piding konnten beide jeweils nur ein Unentschieden erreichen und belegten in der Abschlusstabelle die beiden letzten Plätze. Da die Bundesliga in der Saison 2006 mit einer Sollstärke von 10 Mannschaften spielen sollte, stieg in der Saison 2005 nur der Tabellenletzte ab. Somit hatte der HTC Blau-Weiß Krefeld den Klassenerhalt geschafft. Auch der TC Piding konnte 2006 erstklassig spielen, da sich der Tabellen-Siebte TC Rüppurr Karlsruhe zum Saisonende aus der ersten Bundesliga zurückgezogen hatte und im folgenden Jahr nur noch in der Badenliga antrat. Ausschlaggebend für den Rückzug war unter anderem der Wegfall der „Top-50“-Regelung aus dem Jahre 2001 (siehe: Abschnitt Geschichte), nach der ab der Saison 2001 keine Top-50-Spieler der aktuellen Weltrangliste in der Bundesliga eingesetzt werden durften. Dies war ab 2006 wieder möglich.

## Abschlusstabelle
|    | Mannschaft                | Begegnungen | Punkte | Matches | Sätze  | Spiele  |
| -- | ------------------------- | ----------- | ------ | ------- | ------ | ------- |
| 1. | TK Grün-Weiss Mannheim    | 8           | 7:1    | 56:16   | 119:46 | 901:641 |
| 2. | Kurhaus Lambertz Aachen   | 8           | 7:1    | 46:26   | 105:69 | 903:783 |
| 3. | Rochusclub Düsseldorf     | 8           | 6:2    | 48:24   | 106:57 | 832:652 |
| 4. | TC Blau-Weiss Halle       | 8           | 5:3    | 39:33   | 91:76  | 835:783 |
| 5. | TC Blau-Weiss Neuss       | 8           | 4:4    | 37:35   | 82:80  | 765:709 |
| 6. | 1. FC Nürnberg            | 8           | 2:6    | 28:44   | 63:99  | 616:784 |
| 7. | TC Rüppurr Karlsruhe 1929 | 8           | 2:6    | 26:46   | 65:99  | 694:813 |
| 8. | HTC Blau-Weiß Krefeld (A) | 8           | 1:7    | 28:44   | 65:96  | 720:795 |
| 9. | TC Max Aicher Piding (A)  | 8           | 1:7    | 16:56   | 47:121 | 615:921 |

|                      |                                                                |
| Zum Saisonende 2004: |                                                                |
| (M)                  | Meister, Meister in der Vorsaison                              |
| (N)                  | Neuling, Aufsteiger aus der 2. Tennis-Bundesliga (Herren) 2004 |

| Zum Saisonende 2005:                                        |
| Meister Absteiger in die 2. Tennis-Bundesliga (Herren) 2006 |

## Mannschaftskader
| Pos. | Name                    |
| ---- | ----------------------- |
| 1    | Florian Mayer           |
| 2    | Bohdan Ulihrach         |
| 3    | Daniele Bracciali       |
| 4    | Novak Đoković           |
| 5    | Michael Ryderstedt      |
| 6    | Lukáš Dlouhý            |
| 7    | Peter Luczak            |
| 8    | Sergio Roitman          |
| 9    | Jean-Christophe Faurel  |
| 10   | Giorgio Galimberti      |
| 11   | Filip Prpic             |
| 12   | Mariano Albert Ferrando |
| 13   | Javier García Sintes    |
| 14   | Daniel Dolbea           |
| 15   | Jochen Matschke         |
| 16   |                         |

| Pos. | Name                  |
| ---- | --------------------- |
| 1    | Ivo Minář             |
| 2    | Franco Squillari      |
| 3    | Ignacio González King |
| 4    | Gorka Fraile          |
| 5    | Francisco Fogués      |
| 6    | Andrés Dellatorre     |
| 7    | Julian Knowle         |
| 8    | Ivo Klec              |
| 9    | Konstantin Gruber     |
| 10   | Robert Lindstedt      |
| 11   | Marius Zay            |
| 12   | Diego Veronelli       |
| 13   | Frederik Nielsen      |
| 14   | Eric Reuijl           |
| 15   |                       |
| 16   |                       |

| Pos. | Name                     |
| ---- | ------------------------ |
| 1    | Davide Sanguinetti       |
| 2    | Albert Montañés          |
| 3    | Alessio di Mauro         |
| 4    | Jiří Vaněk               |
| 5    | Michal Tabara            |
| 6    | Santiago Ventura         |
| 7    | Juan Pablo Guzmán        |
| 8    | Martín Vassallo Argüello |
| 9    | Konstantinos Economidis  |
| 10   | Dominik Meffert          |
| 11   | Esteban Carril           |
| 12   | Juho Paukku              |
| 13   | Jaroslav Levinský        |
| 14   |                          |
| 15   |                          |
| 16   |                          |

| Pos. | Name                 |
| ---- | -------------------- |
| 1    | Luis Horna           |
| 2    | Tomas Behrend        |
| 3    | Raemon Sluiter       |
| 4    | Álex Calatrava       |
| 5    | Albert Portas        |
| 6    | Marc López           |
| 7    | Daniel Gimeno Traver |
| 8    | Galo Blanco          |
| 9    | Didac Pérez          |
| 10   | Marcel Granollers    |
| 11   | Carlos Cuadrado      |
| 12   | Edwin Kempes         |
| 13   | Mariano Hood         |
| 14   | Lucas Arnold Ker     |
| 15   | Maximilian Scheiter  |
| 16   | Philipp Overdiek     |

| Pos. | Name                   |
| ---- | ---------------------- |
| 1    | Tomáš Berdych          |
| 2    | Óscar Hernández        |
| 3    | Jérôme Haehnel         |
| 4    | Rubén Ramírez Hidalgo  |
| 5    | Alexander Waske        |
| 6    | Olivier Patience       |
| 7    | Thierry Ascione        |
| 8    | Nicolas Devilder       |
| 9    | Jérôme Golmard         |
| 10   | Werner Eschauer        |
| 11   | Jean-François Bachelot |
| 12   | Christopher Koderisch  |
| 13   | Ervin Eleskovic        |
| 14   | Gabriel Trifu          |
| 15   |                        |
| 16   |                        |

| Pos. | Name                  |
| ---- | --------------------- |
| 1    | Philipp Kohlschreiber |
| 2    | Stanislas Wawrinka    |
| 3    | Peter Wessels         |
| 4    | Potito Starace        |
| 5    | Francesco Aldi        |
| 6    | Tomas Tenconi         |
| 7    | Adrián García         |
| 8    | Tobias Summerer       |
| 9    | Dieter Kindlmann      |
| 10   | Daniele Giorgini      |
| 11   | Fred Hemmes           |
| 12   | Vincenzo Santopadre   |
| 13   | Tobias Clemens        |
| 14   | Jacobo Díaz           |
| 15   | Marius Meiszies       |
| 16   | Florian Nufer         |

| Pos. | Name                |
| ---- | ------------------- |
| 1    | Stefan Koubek       |
| 2    | Andreas Seppi       |
| 3    | Oliver Marach       |
| 4    | Andreas Vinciguerra |
| 5    | Philipp Petzschner  |
| 6    | Markus Hipfl        |
| 7    | Wayne Odesnik       |
| 8    | Christopher Kas     |
| 9    | David Prinosil      |
| 10   | Ingo Neumüller      |
| 11   | Martin Hromec       |
| 12   | Carl-Henrik Hansen  |
| 13   | Richard Maier       |
| 14   | Michael Steinherr   |
| 15   | Peter Siglreitmeier |
| 16   | Toni Moosleitner    |

| Pos. | Name                   |
| ---- | ---------------------- |
| 1    | Jean-René Lisnard      |
| 2    | Dennis van Scheppingen |
| 3    | Steve Darcis           |
| 4    | Olivier Mutis          |
| 5    | Jeroen Masson          |
| 6    | Sébastien de Chaunac   |
| 7    | Melle van Gemerden     |
| 8    | Stéphane Robert        |
| 9    | Francisco Costa        |
| 10   | Gabriel Trujillo Soler |
| 11   | Frank Moser            |
| 12   | Manuel Jorquera        |
| 13   | Thorsten Wolff         |
| 14   | Christoph Müller       |
| 15   | Arne Kreitz            |
| 16   | Thomas Frank           |

| Pos. | Name                 |
| ---- | -------------------- |
| 1    | Lars Burgsmüller     |
| 2    | Alexander Popp       |
| 3    | Björn Phau           |
| 4    | Janko Tipsarević     |
| 5    | David Sánchez        |
| 6    | Fernando Vicente     |
| 7    | Juan Pablo Brzezicki |
| 8    | Ivo Heuberger        |
| 9    | Alexander Peya       |
| 10   | Juan Antonio Marín   |
| 11   | Daniel Elsner        |
| 12   | Óscar Serrano        |
| 13   | Denis Gremelmayr     |
| 14   | Sebastián Prieto     |
| 15   | Aljoscha Thron       |
| 16   | Daniel Müller        |

## Ergebnisse
Spielfreie Begegnungen werden nicht gelistet.
| Datum/Uhrzeit        | Heimmannschaft            | Gastmannschaft            | Matches | Sätze | Spiele  |
| -------------------- | ------------------------- | ------------------------- | ------- | ----- | ------- |
| So. 24. Juli 11:00   | TC Blau-Weiß Neuss        | TC Rüppurr Karlsruhe 1929 | 7:2     | 14:4  | 103:61  |
| So. 24. Juli 11:00   | TK Grün-Weiss Mannheim    | Kurhaus Lambertz Aachen   | 6:3     | 13:9  | 119:100 |
| So. 24. Juli 11:00   | HTC Blau-Weiß Krefeld     | Rochusclub Düsseldorf     | 3:6     | 6:13  | 83:106  |
| So. 24. Juli 11:00   | 1. FC Nürnberg            | TC Blau-Weiß Halle        | 4:5     | 8:10  | 74:87   |
| Fr. 29. Juli 13:00   | Rochusclub Düsseldorf     | TC Blau-Weiß Neuss        | 8:1     | 16:3  | 103:63  |
| Fr. 29. Juli 13:00   | TC Max Aicher Piding      | TC Blau-Weiß Halle        | 4:5     | 9:12  | 109:112 |
| Fr. 29. Juli 13:00   | TK Grün-Weiss Mannheim    | 1. FC Nürnberg            | 6:3     | 14:7  | 109:75  |
| Fr. 29. Juli 13:00   | Kurhaus Lambertz Aachen   | TC Rüppurr Karlsruhe 1929 | 7:2     | 15:6  | 114:85  |
| So. 31. Juli 11:00   | TC Blau-Weiß Halle        | TK Grün-Weiss Mannheim    | 2:7     | 7:14  | 92:108  |
| So. 31. Juli 11:00   | TC Max Aicher Piding      | Rochusclub Düsseldorf     | 0:9     | 3:18  | 54:114  |
| So. 31. Juli 11:00   | TC Rüppurr Karlsruhe 1929 | HTC Blau-Weiß Krefeld     | 6:3     | 13:7  | 96:80   |
| So. 31. Juli 11:00   | 1. FC Nürnberg            | Kurhaus Lambertz Aachen   | 4:5     | 9:13  | 94:106  |
| Fr. 5. August 13:00  | Rochusclub Düsseldorf     | TK Grün-Weiss Mannheim    | 2:7     | 4:15  | 66:102  |
| Fr. 5. August 13:00  | TC Rüppurr Karlsruhe 1929 | TC Blau-Weiß Halle        | 2:7     | 7:15  | 86:119  |
| Fr. 5. August 13:00  | HTC Blau-Weiß Krefeld     | TC Max Aicher Piding      | 4:5     | 10:11 | 101:103 |
| Fr. 5. August 13:00  | 1. FC Nürnberg            | TC Blau-Weiß Neuss        | 1:8     | 3:16  | 40:105  |
| So. 7. August 11:00  | Rochusclub Düsseldorf     | TC Rüppurr Karlsruhe 1929 | 8:1     | 16:3  | 106:66  |
| So. 7. August 11:00  | TC Blau-Weiß Neuss        | TC Blau-Weiß Halle        | 4:5     | 10:13 | 111:105 |
| So. 7. August 11:00  | Kurhaus Lambertz Aachen   | TC Max Aicher Piding      | 6:3     | 15:8  | 129:86  |
| So. 7. August 11:00  | HTC Blau-Weiß Krefeld     | 1. FC Nürnberg            | 9:0     | 18:1  | 116:47  |
| Fr. 12. August 13:00 | TC Blau-Weiß Halle        | HTC Blau-Weiß Krefeld     | 8:1     | 17:4  | 123:80  |
| Fr. 12. August 13:00 | TC Blau-Weiß Neuss        | TK Grün-Weiss Mannheim    | 2:7     | 7:15  | 96:121  |
| Fr. 12. August 13:00 | TC Max Aicher Piding      | TC Rüppurr Karlsruhe 1929 | 2:7     | 6:16  | 75:120  |
| Fr. 12. August 13:00 | Kurhaus Lambertz Aachen   | Rochusclub Düsseldorf     | 7:2     | 14:11 | 126:117 |
| So. 14. August 11:00 | Rochusclub Düsseldorf     | 1. FC Nürnberg            | 7:2     | 15:6  | 113:73  |
| So. 14. August 11:00 | TC Max Aicher Piding      | TC Blau-Weiß Neuss        | 2:7     | 6:14  | 84:111  |
| So. 14. August 11:00 | TC Rüppurr Karlsruhe 1929 | TK Grün-Weiss Mannheim    | 2:7     | 6:15  | 90:121  |
| So. 14. August 11:00 | HTC Blau-Weiß Krefeld     | Kurhaus Lambertz Aachen   | 3:6     | 7:13  | 99:110  |
| Fr. 19. August 13:00 | TC Blau-Weiß Halle        | Kurhaus Lambertz Aachen   | 4:5     | 10:11 | 112:108 |
| Fr. 19. August 13:00 | TC Blau-Weiß Neuss        | HTC Blau-Weiß Krefeld     | 6:3     | 13:8  | 103:85  |
| Fr. 19. August 13:00 | TK Grün-Weiss Mannheim    | TC Max Aicher Piding      | 9:0     | 18:1  | 116:46  |
| Fr. 19. August 13:00 | TC Rüppurr Karlsruhe 1929 | 1. FC Nürnberg            | 4:5     | 10:11 | 90:95   |
| So. 14. August 11:00 | TC Blau-Weiß Halle        | Rochusclub Düsseldorf     | 3:6     | 7:13  | 85:107  |
| So. 14. August 11:00 | TK Grün-Weiss Mannheim    | HTC Blau-Weiß Krefeld     | 7:2     | 15:5  | 105:76  |
| So. 14. August 11:00 | Kurhaus Lambertz Aachen   | TC Blau-Weiß Neuss        | 7:2     | 15:5  | 110:71  |
| So. 14. August 11:00 | 1. FC Nürnberg            | TC Max Aicher Piding      | 9:0     | 18:3  | 118:58  |